# Ґул'дан
Ґул'дан — персонаж світу WarCraft. Вперше з'явився як неігровий персонаж у доповненні до відеогри Warcraft II Tides of Darkness 1995 року. У грі Warcraft III: Reign of Chaos (2002) та у доповненні The Frozen Throne (2003) череп Ґул'дана є артефактом, навколо якого розгортаються події кількох сюжетних ліній. 
У шостому доповнені до гри World of Warcraft (Legion; видано 30 серпня 2016) розповідається історія переродженого Ґул'дана, який розпочав Четверту війну.
За початковим сюжетом Warcraft'у, Ґул'дан є оркським шаман з Дренора, який став першим чорнокнижником і фактично засновником Орди. Залишив шлях шамана і зрадив свій народ та свого наставника Нер'зула заради могутності й особистої вигоди, які пообійцяв йому Кіл'джеден — повелитель Палаючого легіону демонів. Ґул'дан безпосередньо відповідальний за те, що орки потрапили під панування демонів, як і за вторгнення Орди на Азерот. Навчившись у повелителя Палаючого Легіону, Ґул'дан став засновником і правителем Ради Тіней, та творцем жахливих створінь некромантії — лицарів смерті. Його називали «Втіленням Темряви» (англ. Darkness Incarnate) і «Руйнівником мрій».

## Біографія
Про ранню історію Ґул'дана відомо мало, за винятком того, що він спочатку був членом клану Примарного Місяця, і показав винятковий талант в роботі зі стихійними силами шаманізму. Через це, його обрали почесним учнем старшого шамана Нер'зула, вождем клану Примарною Місяця і духовним лідером орків.
Коли Нер'зул згуртував орків для війни проти дренеїв з волі Кіл'джедена (який прийняв образ стародавнього предка, названого «The Beautiful One»), Ґул'дан повністю підтримав Нер'зула. Однак, коли Нер'зул почав помічати, що вони більше не могли закликати сили стихій або предків, шаман запідозрив щось недобре, відвідав священну гору Ошу'ґун, щоб зв'язатися з предками, після чого з жахом виявив, що Кіл'джеден обдурив його. Він спробував відступити і таємно від нього виправити скоєне. Але Ґул'дан, крадькома прослідкував за Нер'зулом, бачив все в Ошу'ґуні і розповів Кіл'джедену про відступ Нер'зула, перш ніж той встиг повернутися.
Кіл'джеден запропонував Ґул'дану стати майстром чорнокнижної магії, за умови, що він переконає орків встати під прапори Палаючого легіону. Ґул'дан взявся за цю справу, і негайно почав змінювати орків, доти — скупчення простих шаманських кланів —, у нестримну й кровожерну Орду. Під час боротьби за владу Ґул'дан тренував кілька могутніх однодумців-орків, яких він назвав Радою Тіней. Скоро Рада стала використовувати свою міць і вплив, щоб керувати майже кожним аспектом суспільства орків, а також щоб збивати з пантелику тих небагатьох, хто протистояв темним задумам їх справжніх володарів: Ґул'дана і Кіл'джедена. Ґул'дан навіть заснував свій власний клан Бурхливого Шторму, який підпорядковувався лише йому. Для зміцнення угоди між ним і Кіл'джеденом, Ґул'дан і Рада Тіней запропонували вождям кланів кров Маннорота, яка дарувала оркам небачену фізичну міць і бажання вбивати, в результаті чого Орда стала кровожерливою, варварською і злою, а самі орки стали рабами демонів. Для перевірки сил Орди, Ґул'дан і Рада Тіней послали орків вбивати кожного дренея, якого вони могли знайти на їхній батьківщині. Майже повне винищення дренеїв, раси, настільки ж древньої, як і їх повелитель Кіл'джеден, довело, що орки були готові для наступної різанини. У якийсь момент під час цих подію Ґул'дан заручився відданістю Ґарони Напіворчихи, яку зачали за його наказом, і яку потім він виховав для виконання його волі. Він також послав своїх агентів до Ради, щоб спаплюжити Авкиндон.

#### Перша війна
Найсильніший орк за всю історію Орди і великий стратег, Ґул'дан був учнем верховного шамана Нер'зула, коли орки ще жили в Дренорі. Ґул'дан старанно вивчав темну магію і, коли Кіл'джеден запропонував йому ще більшу силу в обмін на відданість, погодився. Демон навчив молодого шамана спілкуватися з покійними і викликати привидів, а також дав орку здатність здійснювати магічні дії з Крутежем Пустоти. В результаті сила Ґул'дана значно зросла. Ґул'дан створив Раду Тіней, магів, які вивчають некромантію, і фактично став лідером Орди. Всі, хто був не згоден з ним, були знищені. Рада Тіней вивчала Крутіж Пустоти в надії знайти розумні форми життя недалеко від Дренору. Одного разу в думки Ґул'дана потрапив великий маг Медів і намагався через нього дізнатися більше про Дренор. Ґул'дан, у свою чергу, намагався більше дізнатися про світ Медіва. Але мудрий Медів давав шаману знання лише крихтами, не дозволяючи побачити нічого конкретного. Ґул'дан, у свою чергу, також намагався давати Медіву якомога менше інформації. Більш того, Ґул'дан зрозумів, що Медів настільки сильний, що його боїться сам повелитель Палаючого Легіону — Кіл'джеден. Але Ґул'дан не розумів, чого ж все-таки хоче Медів.
Після того, як Медів відкрив портал у світ людей, орки почали свої набіги на Азерот. Перші атаки провалилися, і Ґул'дан вибрав маріонеткового лідера для командування військами Орди — Чорнорука.
Медів наказав Ґул'дану знищити базу людей у Штормовії (англ. Stormwind) і зробити його володарем Азероту. Ґул'дана це не влаштовувало, проте він нічого не міг вдіяти, тим більше, що Медів знав розташування гробниці титана Сарґераса, яка містила могутню силу, так потрібну Ґул'дану. Коли Медів загинув від руки Хадґара, Ґул'дан відчув це і судорожно намагався знайти місце поховання темного титана. У момент смерті Медіва розум Ґул'дана був пов'язаний з розумом Медіва, внаслідок чого орк впав у кому.
У комі він перебував довгий час і, коли прийшов до тями, то виявив, що його маріонетку — Чорнорука — убив Орґрім Молот Року, а сам Ґул'дан втратив дуже багато сил під час свого сну. Тоді Ґул'дан присягнув на вірність новому вождю, щоб зберегти собі життя. Ґул'дан створив армію лицарів смерті з померлих лицарів людей і душ убитих чаклунів Ради Тіней. Ця могутня армія чорнокнижників дозволила Орді завоювати величезну територію Азероту.

#### Друга війна
Розуміючи, що в разі перемоги над Альянсом Орґрім позбавиться від нього, Ґул'дан зрадив Орґріма в момент вирішальної битви і повів свій Клан Бурхливого Шторму та клан Чо'Ґалла, Сутінкового Молоту, на пошуки гробниці титана Сарґераса. Вождь Орди послав частину своєї армії за зрадником і його кланом, щоб покарати таке віроломство. І ослаблена Орда зазнала поразки в битві з людьми, а Орґрім дивом врятувався втечею.
Тим часом Ґул'дан підняв із води цілий архіпелаг островів, на одному з яких і спочивали рештки творця Палаючого Легіону. Однак усіх поплічників Ґул'дана вбили демони гробниці і каральний загін Орґріма. Сам Ґул'дан загинув, розірваний на частини слугами Сарґераса.

### Череп Ґул'дана
Після смерті Ґул'дана, його череп перетворили на тотем демонічної енергії. Невеликий уламок душі Ґул'дана залишився в білій кістці черепа, і він шептався з власником черепа, тобто, з кожним, хто тримав його. Таким чином, чаклун залишився небезпечним навіть після смерті. Череп використав Нер'зул, щоб відкрити портали в інші світи на Дренорі, а пізніше — Хадґар, для знищення Темного Порталу. Після знищення Темного Порталу Хадґар в поспіху залишив череп Ґул'дана на розколотому Дренорі, а сам зник в одному з порталів Нер'зула. Через роки череп знову знайшовся на Азероті, його використав Тіхондрій для спаплюження лісу, який отримав пізніше відповідну назву: Сквернолісся (англ. Felwood). Після перетворення Артаса на лицаря смерті і допомоги Саргерасу, черепом заволодів Іллідан Лютошторм, який використовував його для перетворення в напівдемона заради порятунку свого народу. Череп Ґул'дана зберігався в Іллідана до самої його смерті.

## Інші твори
У картковій грі Hearthstone (2014), яка була створена за мотивами світу WarCraft, Ґул'дан є одним з восьми базових героїв, які доступні всім гравцям після завершення навчання. Належить до ігрового класу «Чорнокнижник» (англ. Warlock).
2014 року було видано комікс із Ґул'даном як головною дійовою особою.
У грі Heroes of the Storm герой з таким ім'ям з'явився 13 липня 2016 року як асасин: має потужні атаки, але слабке здоров'я.
Ґул'дан є також персонажем фільму Warcraft: Початок (2016 рік), де його зіграв Денієл Ву.